# اینوکوماکانپاکوکی
اینوکوماکانپاکوکی (به ژاپنی: 猪隈関白記 いのくまかんぱくき)، دفتر خاطرات کونوئه ایه‌زانه، کانپاکو در دوره کاماکورا است که در «سوابق باستانی بزرگ ژاپن» گنجانده شده است. به آن «زوکو گوریاکو» نیز می‌گویند. این دفتر خاطرات ارزشمند یک اشراف دربار از اوایل دوره کاماکورا است.